# Achim Burkart (Diplomat)
Achim Burkart (* 10. August 1960 in Bonn) ist ein deutscher Diplomat. Er ist seit Juli 2020 Generalkonsul in Bangalore/Indien

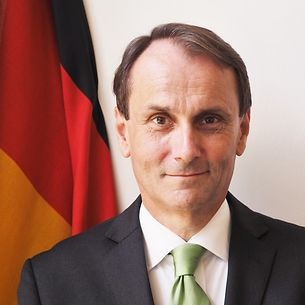

## Leben
Burkart studierte von 1979 bis 1987 Rechtswissenschaften in Bonn. Er absolvierte das 1. und 2. Staatsexamen, bevor er 1992 im Auswärtigen Dienst anfing. Im Anschluss war er drei Jahre in der Botschaft von Kairo. Von 1999 bis 2002 war er ständiger Vertreter in Hanoi. Anschließend arbeitete er von 2002 bis 2006 an der Ständigen Vertretung Deutschlands bei der OECD in Paris. 2010 bis 2012 war er erneut in Paris als Leiter der Rechts- und Konsularabteilung tätig. Von Juli 2016 bis Juli 2020 war er Botschafter in Lusaka/Sambia. Seit Ende Juli 2020 arbeitet er als Generalkonsul in Bangalore/Indien.
Bei seinen verschiedenen Inlandsaufenthalten arbeitete er in einem VN-Referat sowie mehrfach in der Zentralabteilung in den Bereichen Personal und Organisation, zuletzt als Referatsleiter.
Burkart ist verheiratet und hat drei Kinder.